# 趙增
郢王趙增（1200年12月18日—1201年1月7日），宋朝宗室。
宋朝第十三代（南宋第四任）皇帝宋宁宗赵扩的四子，生母恭圣皇后楊桂枝，庆元六年（1200年）十一月十一癸亥出生，十二月初一癸未朔薨逝。追封郢王，谥号冲英。宋宁宗有九子（长子未命名），但都不满周岁夭折，并且从未有二子同时在世的情况。宋宁宗晚年，其祖父宋孝宗子孙绝嗣，遂先后选定赵询（景献太子）、赵竑（镇王）、赵昀（宋理宗）三个远支宗室的继承人。